# دينيس لاكتيونوف
دينيس لاكتيونوف (4 سبتمبر 1977 بنوفوسيبيرسك في روسيا - ) هو لاعب كرة قدم روسي وكوري جنوبي في مركز الوسط. شارك مع منتخب روسيا لكرة القدم. أما مع النوادي، فقد لعب مع توم تومسك وسوون سامسونغ بلووينغز وسيبير نوفوسيبيريسك ونادي بوسان أي بارك ونادي سونغنام وFC Portovik-Energiya Kholmsk ‏ ونادي غانغوون.

## روابط خارجية
- دينيس لاكتيونوف على موقع دوري كوريا الجنوبية (الإنجليزية)
- دينيس لاكتيونوف على موقع قاعدة بيانات كرة القدم.إي يو (الإنجليزية)
- دينيس لاكتيونوف على موقع قاعدة بيانات كرة القدم.إي يو (الإنجليزية)
- دينيس لاكتيونوف على موقع ناشيونال فوتبول تيمز (الإنجليزية)